# Baco-gebouw
Het Baco-gebouw is een voormalig fabriekspand gelegen aan de spoorlijn Roermond-Sittard, vlak bij het station Roermond. De Baco-fabriek is gebouwd in 1905 als meelfabriek voor Arius van Andel. In 1923 kwam er een vestiging van de Eerste Nederlandsche Rijwielfabriek en vervolgens de Baco-koffiebranderij en de Ernst Casimir sigarenfabriek (firma L.J.H. Steuns & Zonen).
Het platte dak had oorspronkelijk grote overstekken. Het gebouw telt zes bouwlagen en heeft een inwendige stalen draagconstructie en houten vloeren. Het pand is een rijksmonument, waarbij de staalconstructie en de gevels de bijzondere elementen zijn. 

## Nieuwe functie
Woningcorporatie Wonen Limburg heeft het pand verworven en in het casco van het gebouw ten bedrage van vier miljoen euro een onderkomen met ca. 170 werkplekken voor haar centrale activiteiten laten creëren. In 2013 werd het rijksmonument na jarenlange leegstand weer in gebruik genomen.